# Michael Dóczy
Michael Dóczy es un diplomático de nacionalidad austriaca. Desde 2020 se desempeña como Embajador de la Unión Europea en Bolivia.

## Biografía
En 1998 comenzó a trabajar en la Cancillería Federal de Austria, dos años después, en el 2000 se unió al Ministerio de Relaciones Exteriores de Austria como diplomático. El 2006 asumió la presidencia del Grupo Político-Militar, representando a su país en el Comité Político y de Seguridad de la Unión Europea, también fue representante adjunto en el Grupo de Capacidades UE-OTAN.
Entre 2011 y 2015 fue jefe de gabinete de la Vicesecretaria General de Asuntos Políticos (ex Secretaria General), Helga Schmid, en el Servicio Europeo de Acción Exterior. En este periodo formó parte de la delegación de la Unión Europea cuando se realizaron las conversaciones nucleares con Irán.
Entre 2015 y 2017 desempeño la función diplomática en el Ministerio de Asuntos Exteriores de Austria. Primero fue subdirector y luego lo designaron como director para la Política Exterior y de Seguridad Común de la Unión Europea. Gozó de la categoría diplomática de Ministro.
De 2017 a 2019 desempeñó el cargo de asesor principal del Gabinete del Comisario Europeo Johannes Hahn. En ese momento Hahn estuvo al frente del programa de reforma de la Unión Europea para Ucrania, programa que se caracteriza por ser el que cuenta con mayor apoyo entre los países socios. De igual forma, fue parte de las negociaciones con Suiza en el Acuerdo Marco Institucional y dio su apoyo al Comisario en el Concejo de Asuntos Exteriores de la Unión Europea.
Desde octubre de 2020 desempeña funciones como Embajador de la Unión Europea en Bolivia, país que es apoyado con un programa de cooperación de 281 millones de euros. Este programa es actualmente liderado por Michael Dóczy.
La Unión Europea es el socio de cooperación más importante de Bolivia y trabaja junto a sus ciudadanos en apoyo a los derechos humanos, la democracia y su desarrollo.